# Brachystelma christianeae
Brachystelma christianeae är en oleanderväxtart som beskrevs av R. Peckover. Brachystelma christianeae ingår i släktet Brachystelma och familjen oleanderväxter. Inga underarter finns listade i Catalogue of Life.